# Ťuhýk obecný
Ťuhýk obecný (Lanius collurio) je malý druh pěvce z čeledi ťuhýkovitých (Laniidae).

## Poddruhy
Rozlišují se dva poddruhy ťuhýka obecného:
- ťuhýk obecný evropský (Lanius collurio collurio) – většina Evropy a západní Sibiř;
- ťuhýk obecný asijský (Lanius collurio kobylini) – Krym, Kavkaz, severní Írán a území dále na východ.

Za samostatný poddruh Lanius collurio pallidifrons bývají někdy označovány i populace žijící v severní Asii od západní Sibiře na východ.

## Popis

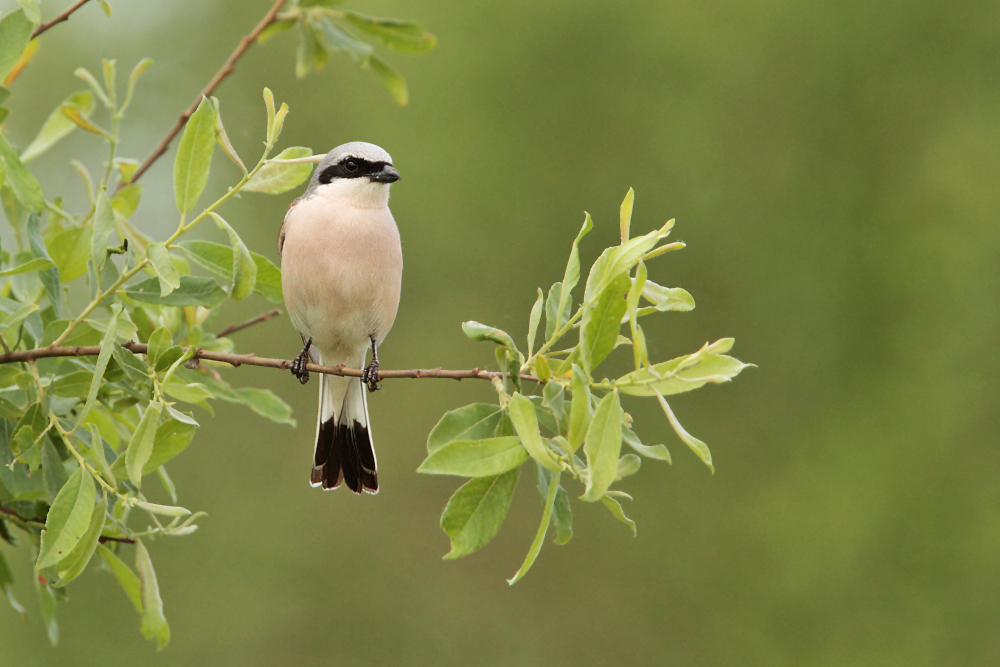
Ťuhýk obecný (samec) na pozorovatelně

Větší než vrabec (délka těla 16–18 cm), s dlouhým ocasem a dosti silným hákovitým zobákem. Hmotnost se pohybuje v rozmezí 22,5–34 g. Mezi pohlavími je vyvinutý výrazný sexuální dimorfismus. Samec má popelavě šedé temeno, široký černý pruh přes oko, rudohnědý pláštík a hnědorůžovou hruď a břicho. Ocas je černý s bílými skvrnami po stranách u kořene. Samice je zespodu krémově bílá, jemně tmavě vlnkovaná, temeno má hnědé nebo hnědošedé, oční proužek hnědý a pláštík matněji hnědý. Mladý pták se podobá samici, ale na rozdíl od ní má husté vlnkování na svrchní straně těla a ramenní letky s béžovými špičkami a černými proužky u konce.

## Hlas
Jako varovné volání používá chraptivé „gek–gve“, při vzrušení mlaskavé „ček“, jindy volá široce "brééééét". Svensson uvádí varování: nosové drsné „vív“, pomalu opakované. Pokud „vív“ obsahuje i zpěv, slouží jako teritoriální hlas. Zpěv je nevýrazný a tichý, složený z drsných a vrzavých zvuků, prokládaný imitacemi hlasů jiných druhů ptáků.

## Rozšíření
Druh s evropským typem rozšíření. Areál sahá od Pyrenejského poloostrova přes celou Evropu východně až do dálné Asie po zhruba 90. poledník a jižně do kyrgyzských stepí. Ťuhýk obecný je tažný pták, s hlavními zimovišti ve východní a jižní Africe. Hnízdí v otevřené obhospodařované krajině s křovinami.

## Výskyt v Česku
V ČR hnízdí na většině území od nížin po hory, nejvýše v Krkonoších v 1420 m n. m. Od 60. let 20. století se početnost na českém území silně snižovala. Zvrat nastal v 80. letech, kdy došlo k mírnému nárůstu stavu, který se plně projevil na konci minulého a na začátku 21. století. Velikost hnízdní populace byla v letech 1985–1989 odhadnuta na 25 000–50 000 párů, v období let 2001–2003 na 30 000–60 000 párů.
Na naše území přilétá od konce dubna do počátku května, odlétá koncem července a v průběhu srpna, jednotlivě i v září.

## Potrava
Ťuhýk obecný se živí hlavně hmyzem a dále pavouky, jinými bezobratlými, drobnými savci, ptáky, plazy a obojživelníky. V pozdním létě a na podzim požírá také plody rostlin. V západním Polsku bylo rozborem žaludků a vývržků zjištěno 4392 kusů kořisti, z toho 98,9 % bezobratlých, nejčastěji brouků (přes 51 %), blanokřídlých (22 %), rovnokřídlých (12,9 %) a ploštic (7,2 %); 64 obratlovců bylo zastoupeno hlavně hlodavci (přes 80 %), dále šesti ptáky (4 strnadi obecní, 1 sýkora modřinka a 1 neidentifikovaný druh), třemi ještěrkami a třemi žábami.
Rozborem 80 žaludků v ČR byli z téměř výlučně zastoupeného hmyzu zjištěni nejvíce brouci (58,2 %), blanokřídlí (17,4 %), rovnokřídlí (6,8 %) a motýli (6,5 %). Z obratlovců byla identifikována pouze jedna mladá užovka a jeden hraboš.
Průměrná denní spotřeba potravy mláďat odpovídá 50–56 % jejich tělesné hmotnosti. Jeden pár během tříměsíčního hnízdního období spotřebuje více než 4600 kusů kořisti.
Potravu ptáci vyhlížejí z vyvýšeného místa a chytají ji na zemi i v letu. Kořist často napichují na trny keřů jako zásobu potravy do budoucna, většinou ji však nespotřebují.

## Hnízdění

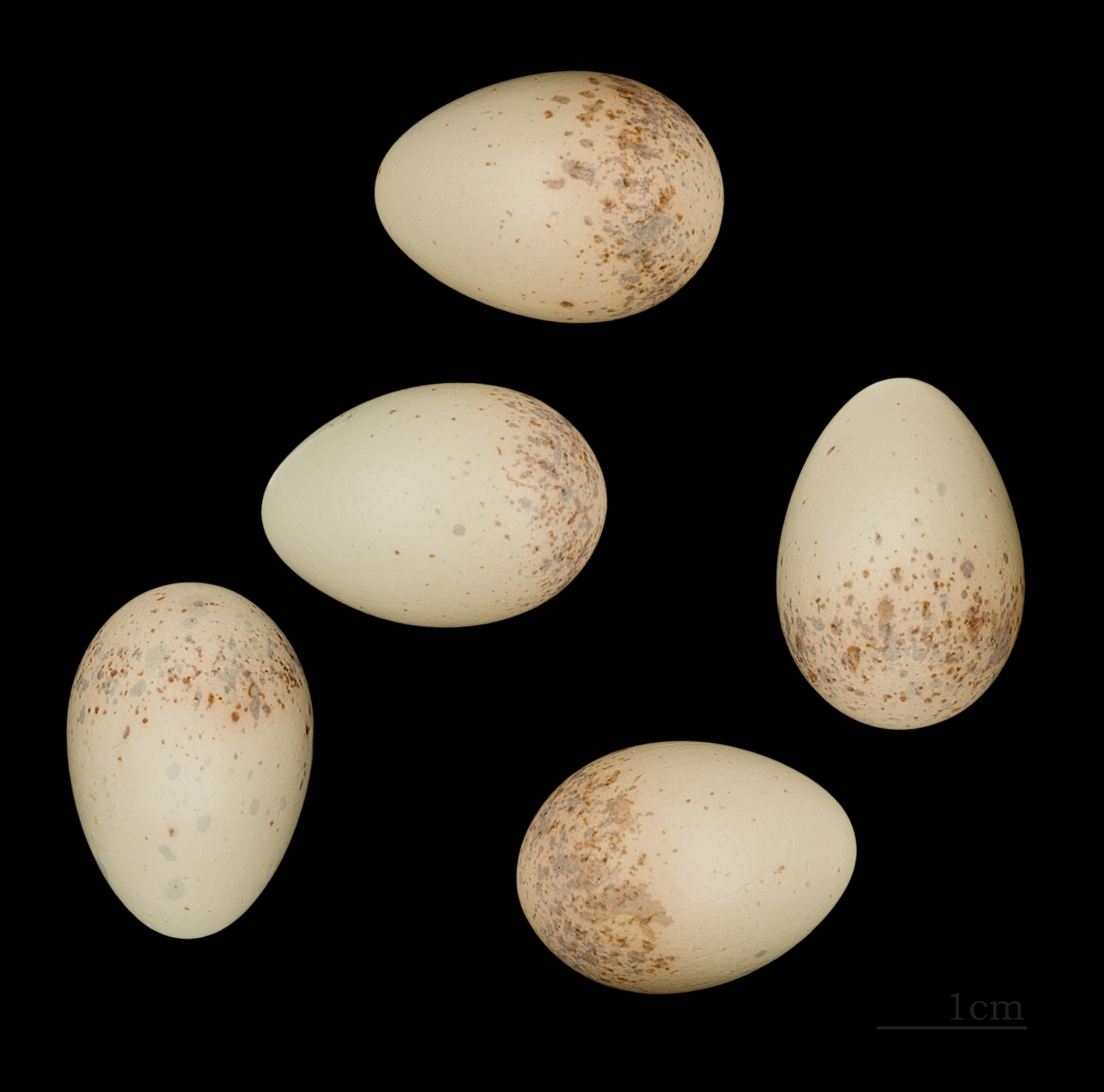
Vejce ťuhýka obecného

Hnízdí jednotlivě, teritoriálně. Samec na hnízdiště přilétá zpravidla o 1–3 dny dříve než samice a obsazuje rozlehlý okrsek, do kterého se zpěvem a dalšími nápadnými hlasy snaží lákat protahující samice. Jednou zvolený revír často využívá opakovaně. Hnízdo je v křovinách, v ČR nejčastěji v trnce a růži, méně často na stromech, polokeřích a v bylinách. Stavebním materiálem jsou stébla, stonky, větvičky, listy, kořínky a mech, hnízdní kotlinka je vystlána jemnějšími vlákny, chlupy, žíněmi a někdy i peřím. Stavba hnízda trvá obvykle šest dnů a podílejí se na ní oba ptáci. Hnízdí jednou ročně od května do července, v případě zničení snůšky klade až čtyři náhradní. Snůška čítá 5–6 (2–7) růžově hnědých, olivově zelených nebo popelavě šedých, nejčastěji u tupého pólu hustě tmavě skvrnitých vajec o rozměrech 21,87 × 16,48 mm. Inkubace začíná po snesení předposledního vejce a trvá 14–16 dnů, sedí pouze samice. Mláďata jsou krmena oběma rodiči a hnízdo opouštějí po 12–15 dnech. Další 3–4 týdny jsou pak krmena mimo ně. Ztráty při hnízdění v ČR kolísají mezi 40–80 %. Nejčastějšími příčinami jsou predace (strakou, sojkou, vránou) spolu s chladným a deštivým počasím v době pobytu mláďat na hnízdě. Nejvyšší známý věk ve volné přírodě je 7 let, v zajetí 8 let.

## Význam a ochrana
Ťuhýk obecný bývá tradičně označován za škůdce drobného ptactva, ovšem z potravních studií vyplývá, že většina ťuhýků ptáky neloví a pokud ano, tak ojediněle, o čemž svědčí i četná úspěšná vyhnízdění drobných pěvců v těsné blízkosti hnízd ťuhýka. Z hmyzu požírá hlavně druhy člověku škodící nebo hospodářsky bezvýznamné, užitečný hmyz tvoří pouze malou část potravy. V ČR je ťuhýk obecný dle přílohy III vyhlášky 395/1992 Sb., kterou se provádějí některá ustanovení zákona ČNR č. 114/1992 Sb. dle zákona č. 395/1992 Sb., zvláště chráněným druhem v kategorii ohrožený.

## Pták roku
Ťuhýk obecný byl Českou společností ornitologickou zvolen Ptákem roku 1996.